# كليفتون (تكساس)
كليفتون (بالإنجليزية: Clifton, Texas)‏ هي مدينة تقع بولاية تكساس في شمال شرق الولايات المتحدة. تبلغ مساحة هذه المدينة 5.3 (كم²)، وترتفع عن سطح البحر 205 م، بلغ عدد سكانها 3442 نسمة في عام 2010 حسب إحصاء مكتب تعداد الولايات المتحدة .

## التركيبة السكانية
حدّد مكتب تعداد الولايات المتحدة بيانات التركيبة السكانية لكليفتون في تعداد الولايات المتحدة. في ما يلي، التركيبة السكانية حسب تعدادي 2000 و2010.

### تعداد عام 2000
بلغ عدد سكان كليفتون 3,542 نسمة بحسب تعداد عام 2000، وبلغ عدد الأسر 1,296 أسرة وعدد العائلات 864 عائلة مقيمة في المدينة. في حين سجلت الكثافة السكانية 663.3 نسمة لكل كيلومتر مربع (1,717.9/ميل2). وبلغ عدد الوحدات السكنية 1,422 وحدة بمتوسط كثافة قدره 266.3 لكل كيلومتر مربع (689.7/ميل2).
وتوزع التركيب العرقي للمدينة بنسبة 86.02% من البيض و3.36% من الأمريكيين الأفارقة و0.34% من الأمريكيين الأصليين و0.17% من الأمريكيين ذوي الأصول الآسيوية و8.98% من الأعراق الأخرى و1.13% من عرقين مختلطين أو أكثر و18.83% من الهسبانيون أو اللاتينيون من أي عرق.
بلغ عدد الأسر 1,296 أسرة كانت نسبة 34.9% منها لديها أطفال تحت سن الثامنة عشر تعيش معهم، وبلغت نسبة الأزواج القاطنين مع بعضهم البعض 54.2% من أصل المجموع الكلي للأسر، ونسبة 9.9% من الأسر كان لديها معيلات من الإناث دون وجود شريك،  بينما كانت نسبة 2.6% من الأسر لديها معيلون من الذكور دون وجود شريكة وكانت نسبة 33.3% من غير العائلات. تألفت نسبة 31.2% من أصل جميع الأسر من عدة أفراد يعيشون في نفس المنزل ونسبة 20.4% كانت تتألف من شخص يعيش بمفرده يبلغ من العمر 65 عاماً أو أكثر. وبلغ متوسط حجم الأسرة المعيشية 2.46، أما متوسط حجم العائلات فبلغ 3.09.
بلغ العمر الوسطي للسكان 41.5 عاماً. وكانت نسبة 25% من القاطنين تحت سن الثامنة عشر، وكانت نسبة 6.6% بين الثامنة عشر والرابعة والعشرين عاماً، ونسبة 22.2% كانت واقعةً في الفئة العمرية ما بين الخامسة والعشرين والرابعة والأربعين عاماً، ونسبة 18.3% كانت ما بين الخامسة والأربعين والرابعة والستين، ونسبة 18% كانت ضمن فئة الخامسة والستين عاماً فما فوق. يوجد لكل 100 أنثى 88.3 ذكر، ويوجد لكل 100 أنثى في الثامنة عشر من عمرها فما فوق 82.6 ذكر.
بلغ متوسط دخل الأسرة في المدينة 29,867 دولارًا، أما متوسط دخل العائلة فبلغ 41,548 دولارًا. وكان متوسط دخل الذكور 27,472 دولارًا مقابل 25,154 دولارًا للإناث. وسجل دخل الفرد الخاص بالمدينة 14,823 دولارًا. وكانت نسبة 9.6% من العائلات ونسبة 12.7% من السكان تحت خط الفقر، وكان من هؤلاء نسبة 14.7% تحت سن الثامنة عشر ونسبة 20% في الخامسة والستين من العمر وما فوق.

### تعداد عام 2010
بلغ عدد سكان كليفتون 3,442 نسمة بحسب تعداد عام 2010، وبلغ عدد الأسر 1,321 أسرة وعدد العائلات 840 عائلة مقيمة في المدينة. في حين سجلت الكثافة السكانية 644.6 نسمة لكل كيلومتر مربع (1,669.5/ميل2). وبلغ عدد الوحدات السكنية 1,501 وحدة بمتوسط كثافة قدره 281.1 لكل كيلومتر مربع (728.0/ميل2).
وتوزع التركيب العرقي للمدينة بنسبة 80.04% من البيض و3.34% من الأمريكيين الأفارقة و0.61% من الأمريكيين الأصليين و0.70% من الأمريكيين ذوي الأصول الآسيوية و12.49% من الأعراق الأخرى و2.82% من عرقين مختلطين أو أكثر و26.96% من الهسبانيون أو اللاتينيون من أي عرق.
بلغ عدد الأسر 1,321 أسرة كانت نسبة 33.2% منها لديها أطفال تحت سن الثامنة عشر تعيش معهم، وبلغت نسبة الأزواج القاطنين مع بعضهم البعض 47.5% من أصل المجموع الكلي للأسر، ونسبة 12.9% من الأسر كان لديها معيلات من الإناث دون وجود شريك،  بينما كانت نسبة 3.2% من الأسر لديها معيلون من الذكور دون وجود شريكة وكانت نسبة 36.4% من غير العائلات. تألفت نسبة 34.2% من أصل جميع الأسر من عدة أفراد يعيشون في نفس المنزل ونسبة 19.8% كانت تتألف من شخص يعيش بمفرده يبلغ من العمر 65 عاماً أو أكثر. وبلغ متوسط حجم الأسرة المعيشية 2.43، أما متوسط حجم العائلات فبلغ 3.14.
بلغ العمر الوسطي للسكان 41.9 عاماً. وكانت نسبة 25.2% من القاطنين تحت سن الثامنة عشر، وكانت نسبة 6.8% بين الثامنة عشر والرابعة والعشرين عاماً، ونسبة 21.6% كانت واقعةً في الفئة العمرية ما بين الخامسة والعشرين والرابعة والأربعين عاماً، ونسبة 21.8% كانت ما بين الخامسة والأربعين والرابعة والستين، ونسبة 24.5% كانت ضمن فئة الخامسة والستين عاماً فما فوق. وتوزع التركيب الجنسي للسكان بنسبة 45.7% ذكور و54.3% إناث.

## أعلام
- دان كامبل
- بيرني إريكسون
- بوبي جو كونراد
- فرانك كيل
- زاك ديوك

## وصلات خارجية
- www.cityofclifton.org
- The US50 - Cities and Towns in Texas State